# TJ Znojmo
TJ Znojmo (podle sponzora také TJ Znojmo LAUFEN CZ a dříve TJ VHS Znojmo) je florbalový klub ze Znojma založený v roce 1999.
Mužský tým hraje 1. ligu mužů, druhou nejvyšší soutěž. Ve čtyřech sezónách 2008/2009 až 2009/2010 a 2017/2018 až 2018/2019 hrál Superligu florbalu. Ve všech ročnících v nejvyšší soutěži tým vždy bojoval o udržení. Nejlepšího výsledku dosáhli v sezóně 2017/2018, kdy se jim podařilo se zachránit již v 1. kole play-down. V roce 2006 se probojovali do čtvrtfinále Poháru ČFbU.
Ženský tým hraje 1. ligu žen, druhou nejvyšší soutěž. V jednom ročníku 2023/2024 hrály Extraligu žen, poté co se přihlásily jako jediné zájemkyně o uvolněná místa po odhlášení dvou extraligových týmů. Největším sportovním úspěchem týmu je účast ve čtvrtfinále 1. ligy v sezónách 2021/2022 a 2022/2023.

## Mužský tým

### Sezóny
| Sezóna    | Úroveň | Soutěž             | Umístění | Poznámka                                                                             |
| --------- | ------ | ------------------ | -------- | ------------------------------------------------------------------------------------ |
| 2004/2005 | 3      | 3. liga            |          | Postup do vyšší ligy                                                                 |
| 2005/2006 | 2      | 2. liga            | 5.       | Vypadnutí ve čtvrtfinále play-off proti FBC Vikings Kopřivnice                       |
| 2006/2007 | 2      | 1. liga            | 3.       | Vypadnutí v semifinále play-off proti SK Bivoj Litvínov                              |
| 2007/2008 | 2      | 1. liga            | 1.       | Vítězství ve finále play-off proti AC Sparta Praha – Postup do vyšší ligy            |
| 2008/2009 | 1      | Fortuna extraliga  | 11.      | Výhra v baráži proti EVVA FBŠ Bohemians                                              |
| 2009/2010 | 1      | Fortuna extraliga  | 12.      | Prohra v 2. kole play-down proti Torpedo Havířov – Sestup do nižší ligy              |
| 2010/2011 | 2      | 1. liga            | 8.       | Vypadnutí ve čtvrtfinále play-off proti Paskov Saurians                              |
| 2011/2012 | 2      | 1. liga            | 5.       | Vypadnutí ve čtvrtfinále play-off proti TJ Sokol Královské Vinohrady                 |
| 2012/2013 | 2      | 1. liga            | 3.       | Vypadnutí v semifinále play-off proti FBC Kladno                                     |
| 2013/2014 | 2      | 1. liga            | 5.       | Vypadnutí ve čtvrtfinále play-off proti TJ Sokol Královské Vinohrady                 |
| 2014/2015 | 2      | 1. liga            | 5.       | Vypadnutí ve čtvrtfinále play-off proti FBC Kladno                                   |
| 2015/2016 | 2      | 1. liga            | 5.       | Vypadnutí ve čtvrtfinále play-off proti FBC Start98                                  |
| 2016/2017 | 2      | 1. liga            | 2.       | Vítězství ve finále play-off proti FBC Pullo Trade Česká Lípa – Postup do vyšší ligy |
| 2017/2018 | 1      | Tipsport Superliga | 12.      | Výhra v 1. kole play-down proti itelligence Bulldogs Brno                            |
| 2018/2019 | 1      | Tipsport Superliga | 14.      | Prohra v 2. kole play-down proti Bulldogs Brno – Sestup do nižší ligy                |
| 2019/2020 | 2      | 1. liga            | 9.       | Vypadnutí v předkole play-off proti Florbal Exelsior Havířov                         |
| 2020/2021 | 2      | 1. liga            | 4.       | Sezóna ukončena po neúplných sedmi odehraných kolech základní části                  |
| 2021/2022 | 2      | 1. liga            | 4.       | Vypadnutí v semifinále play-off proti Bulldogs Brno                                  |
| 2022/2023 | 2      | 1. liga            | 10.      | Vypadnutí v osmifinále play-off proti Sokol Brno I EMKOCase Gullivers                |
| 2023/2024 | 2      | 1. liga            | 8.       | Vypadnutí ve čtvrtfinále play-off proti Florbal Ústí                                 |
| 2024/2025 | 2      | 1. liga            | 5.       | Vypadnutí ve čtvrtfinále play-off proti Goldea Panthers Otrokovice                   |

### Známí hráči
- Milan Fridrich (1999–2003, 2016–2018, 2019)

## Ženský tým

### Sezóny
| Sezóna                                                        | Úroveň | Soutěž           | Umístění | Poznámka |
| ------------------------------------------------------------- | ------ | ---------------- | -------- | --- |
| Před sezónou 2021/2022 hrál tým v některých ročnících 2. ligu |        |                  |          | |
| 2021/2022                                                     | 2      | 1. liga (východ) |          | Vypadnutí ve čtvrtfinále play-off proti Black Angels                                                                                   |
| 2022/2023                                                     | 2      | 1. liga (východ) |          | Vypadnutí ve čtvrtfinále play-off proti K1 Florbal Židenice – Převzetí účasti v Extralize po odhlášení týmů FBK Jičín a Tigers Start98 |
| 2023/2024                                                     | 1      | ČEZ Extraliga    | 11.      | Prohra v baráži proti FAT PIPE Tigers Start98 – Sestup do nižší ligy                                                                   |
| 2024/2025                                                     | 2      | 1. liga (východ) |          | Vypadnutí v předkole play-off proti FbK Horní Suchá                                                                                    |